# Lijst van musea in Champagne
Dit is een lijst van openbare en private musea in de Franse regio Champagne.

## Openbare musea
| Naam                                                                 | Thema                    | Gemeente             | Informatie | Foto |
| -------------------------------------------------------------------- | ------------------------ | -------------------- | --- | ---- |
| Pressoria                                                            | Champagne                | Aÿ-Champagne         | Gewijd aan het productieproces van champagne. |      |
| Kristalmuseum van Bayel                                              | Glaswerk                 | Bayel                | Het museum doorloopt 350 jaar glasgeschiedenis. Onder meer aandacht voor het productieproces en het leven van de glasarbeiders.                                                                             |      |
| Duduchothèque                                                        | Cartoon                  | Châlons-en-Champagne | Gewijd aan de jeugdtekeningen van Cabu, een karikaturist, persschrijver en stripauteur geboren in Châlons-en-Champagne.                                                                                     |      |
| Museum voor Champagnewijn en Regionale Archeologie (Chateau Perrier) | Champagne en archeologie | Épernay              | Collecties over de geologie en archeologie van de streek. Oude werktuigen illustreren het werk op het wijngaard en in champagne-kelders.                                                                    |      |
| Museum, huis en atelier Auguste Renoir                               | Schilderkunst            | Essoyes              | Drie locaties met als thema's het leven van Auguste Renoir en zijn manier van werken. |      |
| De schelpenkelder                                                    | Schelpen                 | Fleury-La-Rivière    | Over het champagneverleden. Rondleiding met een geo-oenologische kijk op wijn. |      |
| Kroningsmuseum (Paleis van Tau)                                      | Geschiedenis             | Reims                | De kroningen van de koningen van Frankrijk. |      |
| Museum voor Schone Kunsten                                           | Kunst                    | Reims                | De artistieke geschiedenis van Reims, met sculpturen en schilderijen uit de 16e tot en met de 20ste eeuw.                                                                                                   |      |
| Museum Sint-Remi                                                     | Geschiedenis             | Reims                | De geschiedenis van Reims en de omliggende regio met een uitgebreide rondleiding |      |
| Museum van het Fort de la Pompelle                                   | Geschiedenis (WO 1)      | Reims                | Over de Eerste Wereldoorlog, met een collectie in een gerenoveerd fort. Gericht op de gevechten in Champagne en Reims.                                                                                      |      |
| Museum van de Overgave                                               | Geschiedenis (WO 2)      | Reims                | De Tweede Wereldoorlog wordt herdacht op de plaats waar de capitulatie ondertekend werd. |      |
| Vergeur Museum                                                       | Kunst                    | Reims                | Het museum bezit een bewaard gebleven interieur van een landhuis dat toebehoorde aan een lid van de hogere klasse van Reims. Het toont drie eeuwen kunst en vertelt een verhaal over het erfgoed van Reims. |      |
| Regionaal Fonds voor Hedendaagse Kunst                               | Kunst (Modern)           | Reims                | Collectie met bijna 800 werken van hedendaagse kunstvormen (schilderkunst, beeldhouwkunst, fotografie, tekeningen, video, geluid, installatiekunst) van de jaren 60 tot nu.                                 |      |
| Automobielmuseum Reims-Champagne                                     | Auto's                   | Reims                | Collectie met ongeveer 230 voertuigen, 120 vintage trapauto's en 7.000 miniatuur- en speelgoedvoertuigen.                                                                                                   |      |
| Ecomuseum van de wijngaard (Vuurtoren van Verzenay)                  | Champagne                | Verzenay             | Aandacht voor de wijngaard, de jaarlijkse cyclus, de feesten, heiligen en legenden |      |

## Private musea
Deze musea zijn gelinkt aan een champagnehuis (vermeld tussen haakjes bij de naam).
| Naam                                             | Thema     | Gemeente           | Informatie | Foto |
| ------------------------------------------------ | --------- | ------------------ | --- | ---- |
| Flessenmuseum (Tassin Benoit)                    | Flessen   | Celles-sur-Ources  | Het museum toont de evolutie van de champagnefles in al zijn vormen, evenals de opeenvolgende technische aanpassingen |      |
| Musée de la vie champegnoise (De Castellane)     | Champagne | Épernay            | Museum biedt een blik op de tradities van de champagnewijnproductie. Bezoekers kunnen de geschiedenis van het wijn maken ontdekken, van de productie van vaten en kurken tot het bottelen en etiketteren van champagne.                        |      |
| Museum van de drukkunst (De Castellane)          | Drukkunst | Épernay            | Museum over de geschiedenis van de hedendaagse drukkunst en de grafische keten vanaf het einde van de 19e eeuw: de uitvinding van de compositie, de traditionele typografische procedés met hout en lood, de evolutie van de drukmethode, enz. |      |
| Het wijngaard- en wijnmuseum (Launois)           | Champagne | Le Mesnil-sur-Oger | Over de geschiedenis van het wijnbouwwerk en de wijnmakerij via uiteenlopende gereedschappen: pompen, kurkapparaten, sproeiers en andere wijnmachines, evenals een collectie persen uit de 17e, 18e en 19e eeuw.                               |      |
| Museum van technologie en werktuigen (Lhuillier) | Champagne | Fontette           | Museum met oude werktuigen rond champagne maken. |      |
| Privécollectie (Météyer Pére et Fils)            | Champagne | Trelou-sur-Marne   | 18e-eeuwse privécollectie gewijd aan wijngaarden en wijn en de kunstgalerie van champagnekunstenaars en -ambachtslieden. |      |